# Casamento na Roça
Casamento na Roça é uma pintura em óleo sobre tela de Cândido Portinari de 1947, medindo 63 por 71 centímetros.
Retrata os noivos trajados para o casamento em contraste com a desolação ao seu redor.

## Leilão
Foi arrematada em um leilão em 2004 por 1,4 milhão de reais.